# جوزبه كاتوتسيلا
جوزيبي كاتوزيلا (مواليد 18 يونيو 1976)، هو كاتب روائي إيطالي مشهور. حازت روايته «لا تقولي إنك خائفة» على جائزة "لوستريغا" للشباب، أهم جائزة للأدب في إيطاليا وتُرجمت لأكثر من أربعين لغة.

## حياته
ولد في ميلانو 18 يونيو 1976، ودرس الفلسفة في جامعة ميلانو. وبعد تخرجه انتقل إلى أستراليا. وبعد أن عاش في سيدني لفترة طويلة، عاد إلى موطنه ميلانو. وقد تم ترشيحه من قبل سفير النوايا الحسنة للأمم المتحدة لدى المفوضية السامية للأمم المتحدة لشؤون اللاجئين .
تخرج من كلية الفلسفة في جامعة ميلانو وقدّم أطروحته عن مسألة العقل والمنطق في فلسفة نيتشه. كتب كاتوتسيلا العديد من قصائد النثر والمجموعات القصصية والروايات الاستقصائية والمقالات الصحفية. ونشر في أهم الجرائد اليومية في إيطاليا. تعنى كتاباته بالأزمات الإنسانية كالهجرة، والقضايا والوطنية كالمافيا، والمثاقفة بهدف بناء جسور التواصل بين حضارات العالم وثقافاته المعاصرة. عمل مستشاراً للعديد من دور النشر من أهمها «فلترينيللي» وهي إحدى كبريات دور النشر الإيطالية وأعرقها. وحالياً يعمل كسفير للنوايا الحسنة للأمم المتحدة.

## من مؤلفاته المترجمة الى اللغة العربية
- رواية: «لا تقولي إنك خائفة» (جائزة "لوستريغا" للشباب).
- رواية: «الطليانية» (أفضل رواية إيطالية للعام 2021 - جائزة روبنسون).
- رواية: «لكنك ستفعل».

## وصلات خارجية
- الموقع الرسمي.